# Закрочим (гмина)
Закрочим (пол. Zakroczym) — гмина (уезд) в Польше, входит как административная единица в Новодвурский повет, Мазовецкое воеводство. Население — 6385 человек (на 2004 год).

## Демография
| Перепись                       | Всего   | Всего | Женщины | Женщины | Мужчины | Мужчины |
| ------------------------------ | ------- | ----- | ------- | ------- | ------- | ------- |
| Единицы                        | человек | %     | человек | %       | человек | %       |
| Население                      | 6385    | 100   | 3242    | 50,8    | 3143    | 49,2    |
| Плотность населения (чел./км²) | 89,4    | 89,4  | 45,4    | 45,4    | 44      | 44      |

## Сельские округа
1. Блогославе
2. Чарна
3. Эмолинек
4. Хенрысин
5. Яново
6. Яворово-Трембки-Старе
7. Смолы
8. Струбины
9. Свободня
10. Снядово
11. Трембки-Нове
12. Трембки-Старе
13. Войщыце
14. Вулька-Смошевска
15. Выгода-Смошевска
16. Зарембы

## Поселения
1. Духовизна
2. Галахы
3. Мохты-Смок
4. Мокрадле
5. Одпадки
6. Остшиковизна
7. Печолуги
8. Смошево
9. Снядово
10. Утрата
11. Вуйтоство-Закрочимске

## Соседние гмины
1. Гмина Чоснув
2. Гмина Червиньск-над-Вислой
3. Гмина Леонцин
4. Гмина Насельск
5. Новы-Двур-Мазовецки
6. Гмина Помехувек
7. Гмина Залуски